# Het meisje en de dood
Pour plus de détails, voir Fiche technique et Distribution.
Het meisje en de dood (litt. « Le Jeune Fille et la Mort ») est un film néerlandais réalisé par Jos Stelling, sorti en 2012.

## Fiche technique
- Titre original néerlandais : Het meisje en de dood
- Titre allemand : Das Mädchen und der Tod
- Titre russe : Девушка и смерть, Devouchka i smert
- Réalisation : Jos Stelling
- Scénario : Jos Stelling, Bert Rijkelijkhuizen et Irina Trofimova (traduction)
- Musique : Bart van de Lisdonk
- Photographie : Goert Giltay
- Montage : Bert Rijkelijkhuizen
- Production : Anton Kramer et Jos Stelling
- Société de production : Algemene Vereniging Radio Omroep, Jos Stelling Filmprodukties BV, Ma.ja.de. Fiction et TVINDIE Film Production
- Société de distribution : Benelux Film Distributors (Pays-Bas)
- Pays :  Pays-Bas,  Russie et  Allemagne
- Genre : Drame et romance
- Durée : 127 minutes
- Dates de sortie : 
  -  Pays-Bas : 15 novembre 2012

## Distribution
- Sylvia Hoeks : Elise
- Dieter Hallervorden : le comte
- Sergueï Makovetski : Nicolai âgé
- Renata Litvinova : Nina
- Leonid Bitchevine : Nicolai
- Svetlana Svetlitchnaïa : Nina âgée
- Friederike Frerichs : Olga
- Henri Garcin : Marcus

## Distinctions
Le film a reçu 4 nominations aux Veaux d'or et a remporté les 4 prix : Meilleur film, Meilleur réalisateur, Meilleure photographie et Meilleur son.